# Celler Cooperatiu de Falset
El Celler Cooperatiu de Falset és un edifici modernista de Cèsar Martinell a Falset (Priorat) declarat bé cultural d'interès nacional. Actualment forma la part de la Cooperativa Falset-Marçà inscrita en els cellers de la Denominació d'Origen Montsant.

## Descripció
El Celler Cooperatiu de Falset és un edifici compost per dos cossos amb coberta inclinada de teula a dues vessants, sobre encavallada de fusta. El cos principal, destinat a celler, és de tipologia basilical, format per una nau central major i dues naus laterals menors. Aquestes se separen mitjançant arcs parabòlics d'obra de maó sobre pilars allargats, per acabar en un mur superior amb les finestres d'il·luminació lateral de la nau. El cos transversal és el destinat a l'elaboració. Tots dos cossos estan separades per una arcada mixta de petits arcs rebaixats i arcs parabòlics als extrems sobre pilastres d'obra de maó, que permet la comunicació visual dels espais.
La façana principal té una composició medievalista, de caràcter singular, flanquejada per dues torres laterals (que contenen les escales) amb acabat emmerletat, i presidida per una portalada amb dovelles de granit i un gran finestral emmarcat amb obra de maó. La façana està ordenada en tres nivells segons les textures i materials utilitzats: un primer nivell o sòcol de pedra, en el qual s'integren les finestres baixes de ventilació i la part baixa de la porta d'accés amb arc de mig punt, un segon nivell de parament llis, on es troben la porta ja esmentada i les finestres superiors, i un tercer nivell de coronament de l'edifici.
Són especialment notables la torre del dipòsit d'aigua, amb una estructura d'arcs parabòlics creuats, i la formalització neomedieval de la façana que converteix aquest edifici industrial en una construcció amb entitat arquitectònica que enllaça amb els antecedents medievals i culturals de la població.

### Innovació
El projecte d'aquest celler incorpora les quatre novetats tècniques (constructives i de tecnologia de producció vitivinícola) que es van convertir en invariants pròpies de l'obra de Cèsar Martinell en gairebé tots els seus cellers. Aquestes invariants es concreten en: 
- la construcció de l'estructura de les naus basada en els arcs parabòlics de maó
- la situació de les finestres per a la ventilació de les naus
- els cups subterranis cilíndrics i separats per cambres aïllants ventilades,
- la composició i textures de les façanes.[2]

## Història
El Celler Cooperatiu de Falset està situat a la dreta de l'entrada de la població, venint des de Móra d'Ebre. Va ser construït l'any 1919 per l'arquitecte Cèsar Martinell i Brunet per encàrrec del Sindicat Agrícola de Falset. Martinell va ser assessorat per Josep Maria Valls, director dels Serveis Tècnics d'Agricultura de la Mancomunitat, i per l'enginyer enòleg Erasme M Imbert.
Martinell va escollir un solar amb façana a la carretera i una topografia amb desnivell, adequada a la tipologia de la seva concepció dels cellers cooperatius. La construcció va ser àgil i ràpida.
Les petites intervencions que s'hi ha fet a penes han alterat l'edifici, tret de la que es va fer els anys seixanta quan es va ampliar la zona d'embotellatge. Els anys noranta s'hi ha actuat novament, substituint part de la coberta i de cups i se n'ha restaurat la façana.
Pel que fa a la tipologia, el procés de producció del vi s'organitza en tres àrees: el moll de descàrrega, la nau d'elaboració i les naus de tines o cups, tipologia que, amb les variants d'organització longitudinal o transversal i d'adaptació a la topografia del terreny es va repetint en tots els altres cellers, introduint en aquest cas la innovació d'una planta subterrània amb estructura d'arcs parabòlics.
Aquest edifici, i en conjunt els cellers d'aquesta època, representen la manifestació arquitectònica visible del que va ser el cooperativisme agrari a Catalunya a final del segle xix i inici del XX, moviment que, malauradament, va quedar interromput per la Guerra civil.